# MPEG-4 Part 14
MPEG-4 Part 14 или MP4, официально известный как ISO/IEC 14496-14:2003, — формат медиаконтейнера, являющийся частью стандарта MPEG-4. Используется для упаковки цифровых видео- и аудиопотоков, субтитров, афиш и метаданных, которые определены группой специалистов MPEG. Как и большинство современных медиаконтейнеров, MPEG-4 Part 14 предусматривает возможность показа видео через Интернет, дополнительно к файлу передаются метаданные, содержащие необходимую для вещания информацию. Контейнер позволяет упаковывать несколько видео- аудиопотоков, а также субтитров.

## Форматы данных
Контейнер MPEG-4 Part 14 поддерживает следующие форматы данных:
- Видеопотоки: H.264/MPEG-4 Part 10, MPEG-H Part 2 (H.265/HEVC), VP9, AV1, MPEG-4 Part 2, H.262/MPEG-2 Part 2, H.261/MPEG-1 Part 2.
- Аудиопотоки: MPEG-4 Part 3, MPEG-2 Part 7, MPEG-1 Audio Layer III, MPEG-1 Audio Layer II, MPEG-1 Audio Layer I, FLAC, Opus.
- Субтитры: MPEG-4 Part 17.
- Статичные изображения: JPEG, PNG.

В настоящее время наибольшее применение получила связка из H.264/MPEG-4 Part 10 и Advanced Audio Coding, так как большинство плееров имеет аппаратные возможности декодирования этих потоков.

## Неофициальные расширения
Компания Apple активно использует контейнер MP4, но использует собственные, не предусмотренные стандартом, расширения файла:
- .m4a — аудиофайл, содержащий поток в формате AAC или ALAC. Может быть переименован в .mp4;
- .m4v — файл содержащий аудио- и видеопотоки. Может быть переименован в .mp4;
- .m4b — файл AAC, поддерживающий закладки. Используется для аудиокниг и подкастов, используется в онлайн-магазинах, подобных Apple iTunes Store;
- .m4p — защищённый файл AAC. Используется для защиты файла от копирования при легальной загрузке собственнической музыки в онлайн-магазинах, подобных Apple iTunes Store;
- .m4r — файл рингтона используемый в Apple iOS.

## Метаданные
Файлы MP4 могут содержать метаданные, определённые стандартом, такие как: время создания файла, продолжительность, языковый код потока, название альбома, правовой статус произведения и т. п. Также могут содержать XMP (Extensible Metadata Platform) метаданные.